# Reprezentacja Finlandii w Pucharze Gordona Bennetta
W zawodach balonów wolnych o Puchar Gordona Bennetta poszczególne kraje mogą reprezentować maksymalnie trzy zespoły składające się z dwóch osób. Po raz pierwszy udział załogi z Finlandii miał miejsce podczas 53. zawodów rozegranych w 2009 roku.

## Wyniki
Osiągnięcia drużyn w poszczególnych zawodach
UWAGA:
Oznaczenie rekordu długości lotu oraz czasu przelotu zaznaczone jest następująco:
| REKORD |

| Edycja zawodów | Data       | Miejsce zawodów                 | Lokata | Załoga                       | Balon                  | Czas lotu [h] | Odległość [km]  |
| -------------- | ---------- | ------------------------------- | ------ | ---------------------------- | ---------------------- | ------------- | --------------- |
| 53             | 4.09.2009  | Genewa (Szwajcaria)             | -      | Olli Luoma, Ben Mattsson     | OH-ENI Finn Pearl      | 42:44         | dyskwalifikacja |
| 54             | 25.09.2010 | Bristol (Wielka Brytania)       | 16     | Ben Mattsson, Peter Lindholm | OH-ENI Finn Pearl      | 29:12         | 957,45          |
| 54             | 25.09.2010 | Bristol (Wielka Brytania)       | 19     | Olli Luoma, Markku Sipinen   | OH-OCO Pirat (Veltins) | 22:29         | 814,38          |
| 57             | 24.08.2013 | Grand Nancy-Tomblaine (Francja) | 17     | Olli Luoma, Markku Sipinen   | OH-OCO Pirat           | 03:18         | 61,87           |